# الیور کرامول
اُلیور کرامول (به انگلیسی: Oliver Cromwell) (۱۵۹۹-۱۶۵۸) فرمانده نظامی و سیاستمدار انگلیسی بود. وی از سال ۱۶۵۳ تا زمان مرگ؛ نیابت سلطنت کشورهای هم‌سود انگلستان، اسکاتلند و ایرلند را بر عهده داشت و هم در مقام لرد محافظ کشور و هم در مقام ریاست جمهوری جدید؛ خدمت می‌کرد. او به نوعی تنها رئیس جمهور تاریخ انگلستان بود.
در جنگهای داخلی انگلستان در ۱۶۴۲ که بین مجلسگراها و سلطنت‌طلبان هوادار پادشاه چارلز یکم آغاز شد؛ ارتش مجلسگراها که به‌خوبی توسط توماس فیرفکس و اولیور کرامول سازماندهی شده‌ بود؛ موفق به شکست سلطنت‌طلبان در «نبرد مارستن مور» در ۱۶۴۴ و «نبرد نیزبی» در ۱۶۴۵ شد. چارلز اول دستگیر و پس از تحمل بیش از دو سال زندان در ژانویه ۱۶۴۹ گردن زده شد.
با اعدام پادشاه، اولیور کرامول اعلام جمهوری کرد و خود را رئیس جمهور نامید اما چون با مقاومت مجلس اعیان روبه‌رو شد، مجلس را منحل کرد و روی در آن نوشت «اجاره داده می‌شود». جمهوری او با جمهوری‌های متداول امروزی متفاوت بود و بیشتر به دیکتاتوری شباهت داشت و تشکیل شده از سه کنسول، سه اسقف، سی نماینده مجلس بود که همگی آنها را وی تعیین کرده بود و در راس همه آنها خود کرامول قرار داشت. وی عده زیادی از مخالفانش را گردن زد. پرونده جمهوری انگلستان با مرگ وی بسته شد.
در پی بازگشت سلطنت به انگلستان، وی نبش قبر گردید، سرش از بدنش جدا شد، سرش بر سر میله‌ای گذاشته‌ شد و بر فراز کاخ وست‌مینستر قرارگرفت.